# Pavonia intermedia
Pavonia intermedia är en malvaväxtart som beskrevs av A. St.-hil.. Pavonia intermedia ingår i släktet påfågelsmalvor, och familjen malvaväxter. Inga underarter finns listade i Catalogue of Life.

## Bildgalleri

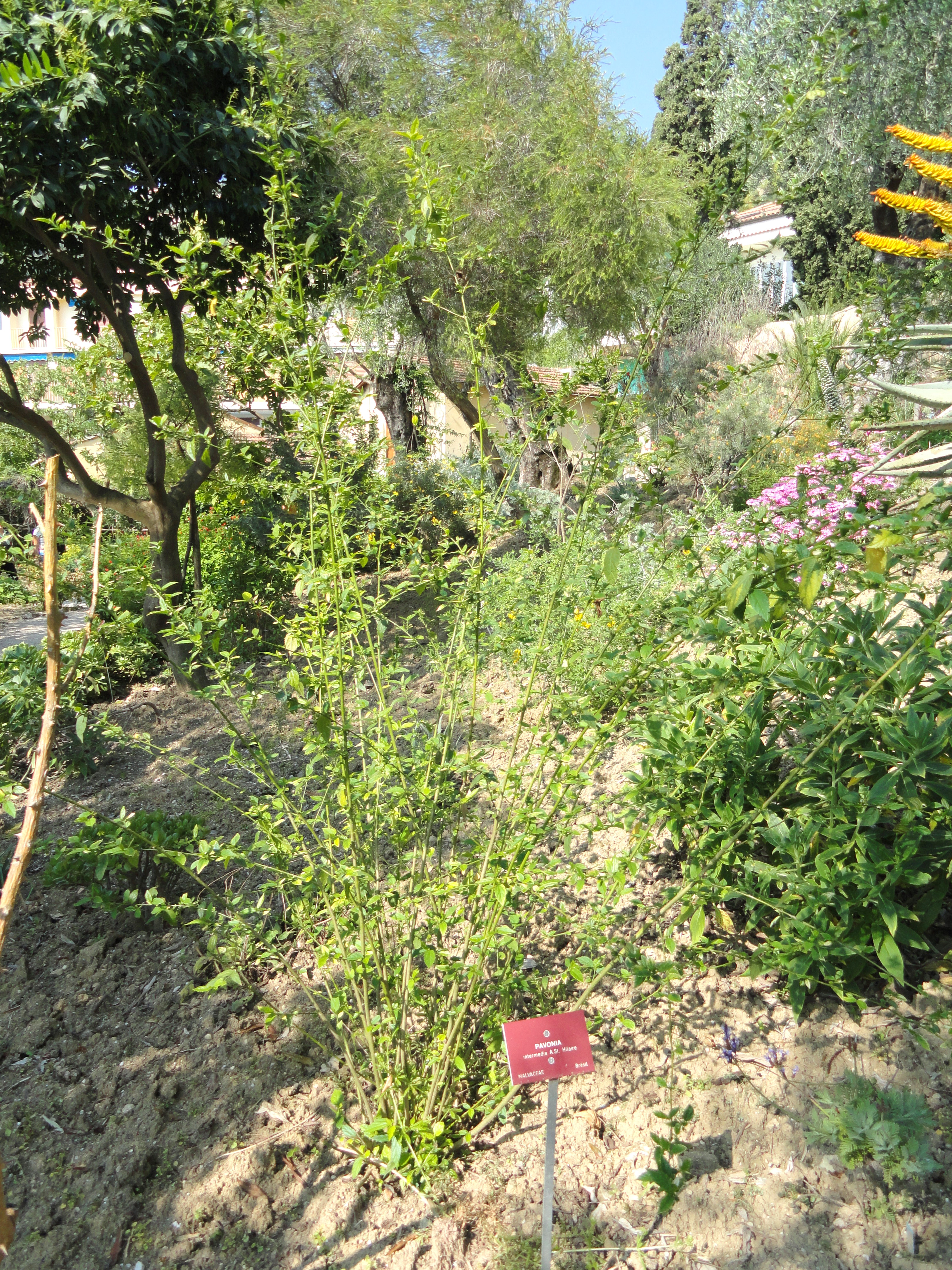